# Didymodon flexifolius
Didymodon flexifolius là một loài rêu trong họ Pottiaceae. Loài này được (Dicks.) Hook. & Taylor mô tả khoa học đầu tiên năm 1818.